# Flaga Anglii

Flaga Republiki Angielskiej istniejącej w latach 1649–1660

Flaga Anglii – czerwony krzyż świętego Jerzego na białym polu. Legenda o św. Jerzym, który zabił smoka, pochodzi z XII wieku. Według niej, zamoczył swój miecz w krwi bestii i narysował krzyż. Św. Jerzy został świętym patronem Anglii w XIII wieku. Czerwony krzyż pojawił się już podczas krucjat i jest znanym od dawna znakiem reprezentującym Anglię.
Proporcje flagi wynoszą 3:5. Krzyż umieszczony jest centralnie i jego ramiona dotykają wszystkich krawędzi flagi.